# Mudbound Original Motion Picture Soundtrack
Die Musik zum Film Mudbound wurde von Tamar-kali komponiert. Auf dem Soundtrack, der am 17. November 2017 veröffentlicht wurde, sind zudem Songs des Singer-Songwriter-Duos Raphael Saadiq und Taura Stinsonder enthalten. Das erste auf dem Soundtrack enthaltene Lied, Mighty River, wurde von Mary J. Blige gesungen, die im Film in der Rolle von Florence Jackson gemeinsam mit ihrem Mann Hap nach dem Zweiten Weltkrieg als Sharecroppers eine Farm am Mississippi River betreibt. Im Rahmen der Golden Globe Awards 2018 und der Oscarverleihung 2018 war das auf dem Soundtrack enthaltene Lied Mighty River als bester Filmsong nominiert.

## Entstehung und Veröffentlichung

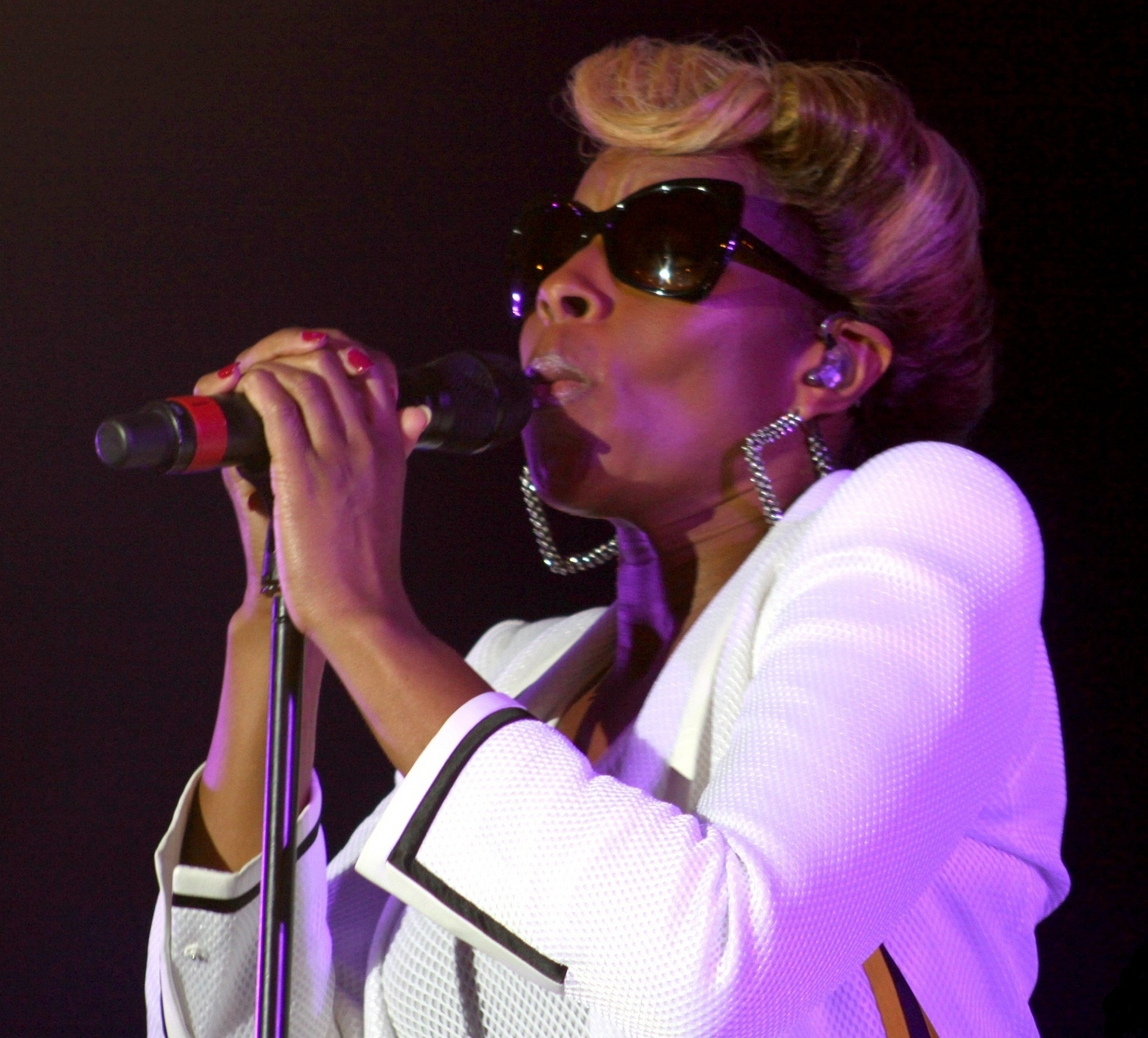
Mighty River, das erste Lied auf dem Soundtrack, wurde von Mary J. Blige gesungen

Die Musik zum Dee Rees’ Film Mudbound wurde von Tamar-kali komponiert. Auf dem Soundtrack enthalten sind zudem Songs des Singer-Songwriter-Duos Raphael Saadiq und Taura Stinsonder. 
Mighty River, das erste auf dem Soundtrack enthaltene Lied, wurde von Mary J. Blige gesungen, die im Film in der Rolle von Florence Jackson gemeinsam mit ihrem Mann Hap nach dem Zweiten Weltkrieg als Sharecroppers eine Farm am Mississippi River betreibt. Blige hatte in Mudbound erstmals eine größere Filmrolle übernommen und wurde neben einer Reihe von Nominierungen als Schauspielerin auch für den Song Mighty River mehrfach nominiert.
Der Soundtrack zum Film umfasst 30 Musikstücke, hat eine Länge von 50:58 min und wurde am 17. November 2017 als Download veröffentlicht. Am 1. Dezember 2017 veröffentlichte Milan Records diesen auch in physischer Form.

## Titelliste
1. Mighty River – Mary J. Blige
2. Intro / Mudbound Theme
3. Laura Mud Drone
4. Ronsel Leaves
5. Hap Mud Drone
6. Land
7. Country Violence
8. Whooping Cough Pt. 1
9. Whooping Cough Pt. 2
10. Hap Recuperates
11. Ties That Bind
12. Lovers / VE Day
13. Back on the Farm
14. A Man Oughta Know
15. Same Old Jim Crow Pt. 1
16. Same Old Jim Crow Pt. 2
17. Sorry, Not Sorry
18. Ties That Bind Pt. 2
19. Unravelings
20. Awakenings
21. The Ties That Bind Pt. 3
22. Father & Son Undone Pt. 1
23. Missing Letter
24. Father & Son Undone Pt. 2
25. Ronsel In A minor
26. ...But For Love
27. Glory Glory – Odetta
28. Harlem Shout – The Ek-Stompers
29. (My Darling) It’s You, Only You – The Ek-Stompers
30. Moonray – The Ek-Stompers

## Auszeichnungen
Am 18. Dezember 2017 gab die Academy of Motion Picture Arts and Sciences bekannt, dass sich Tamar-kalis Arbeit auf einer Shortlist befindet, aus der die Nominierungen in der Kategorie Beste Filmmusik im Rahmen der Oscarverleihung 2018 erfolgten und sich der Song Mighty River in einer Vorauswahl von 70 Liedern befindet, aus der die Nominierungen in der Kategorie Bester Filmsong bestimmt wurden. Im Folgenden eine Auswahl von Nominierungen und Auszeichnungen im Rahmen bekannter Filmpreise.
Black Reel Awards 2018
- Nominierung als Bester Filmsong (Mary J. Blige, Raphael Saadiq und Taura Stinson für Mighty River)[5]

Hollywood Music in Media Awards 2017
- Nominierung in der Kategorie Original Score: Feature Film (Tamar-kali)
- Nominierung in der Kategorie Original Song – Feature Film (Mary J. Blige, Raphael Saadiq und Taura Stinson für Mighty River)[6]

Golden Globe Awards 2018
- Nominierung als Bester Filmsong (Mighty River)

Guild of Music Supervisors Awards 2018
- Nominierung in der Kategorie Best Song/Recording Created for a Film (Mary J. Blige, Evyen Klean, Jennifer Reeve, Raphael Saadiq und Taura Stinson für Mighty River)[7]

Oscarverleihung 2018
- Nominierung als Bester Song (Mary J. Blige, Raphael Saadiq und Taura Stinson für Mighty River)

World Soundtrack Awards 2018
- Auszeichnung als Discovery of the Year (Tamar-kali)[8]